# Rekordy lotów kosmicznych
Artykuł ten stanowi spis rekordów dotyczących lotów kosmicznych. Większość z nich dotyczy ludzkich lotów załogowych, ale znajdują się tutaj też rekordy w lotach bezzałogowych, a także z załogami zwierzęcymi.

## Najdłuższy pojedynczy pobyt człowieka w kosmosie
- Walerij Polakow, który wystartował 8 stycznia 1994 roku w ramach misji Sojuz TM-18, pozostał na pokładzie stacji kosmicznej Mir przez 437,7 dnia, w czasie których okrążył Ziemię 7075 razy i przebył 300 765 000 km. Misja zakończyła się 22 marca 1995 – Polakow powrócił na Ziemię na pokładzie Sojuza TM-20.

## Najdłuższy nieprzerwany pobyt w kosmosie
- ZSRR i Rosja jako jego spadkobierca utrzymywali ciągłą obecność załogi w kosmosie od startu misji Sojuz TM-8 5 września 1989 do lądowania Sojuza TM-29 28 sierpnia 1999 – łącznie 3644 dni (zabrakło 8 dni do 10 lat). Związek Radziecki i Rosja wystrzelili w tym czasie 22 załogowe pojazdy w ramach programu Sojuz, z których wszystkie dokowały do stacji Mir. Dodatkowo, do stacji tej w latach 1995-1998 9 razy dokowały amerykańskie promy kosmiczne Atlantis, Endeavour i Discovery, zostawiając lub odbierając pasażerów osiem razy.
- Stany Zjednoczone i Rosja wspólnymi siłami utrzymują obecność człowieka w przestrzeni kosmicznej od 31 października 2000 roku, kiedy to wystrzelony został Sojuz TM-31 z misją zadokowania do Międzynarodowej Stacji Kosmicznej.

## Najdłuższy samotny lot
- Walerij Bykowski spędził samotnie 4 dni, 23 godziny i 7 minut na pokładzie pojazdu Wostok 5 w dniach 14–19 czerwca 1963. Rekord długości lotu został pobity przez załogę Gemini 5 w sierpniu 1965 roku, ale rekord lotu samotnego został niepobity do dzisiaj.

## Najdłuższy pojedynczy lot psa
- Psy Wietierok i Ugolok zostały wystrzelone przez Rosjan 22 lutego 1966 roku na pokładzie statku Kosmos 110 i spędziły na orbicie 22 dni, po których, 16 marca 1966, wylądowały.

## Najdłuższy pobyt na powierzchniKsiężyca
- Eugene Cernan i Harrison Schmitt w ramach misji Apollo 17 spędzili na Księżycu 74 godziny 59 minut i 40 sekund od chwili wylądowania 11 grudnia do startu 14 grudnia 1972 roku, trzykrotnie wychodząc na jego powierzchnię (łącznie na ponad 22 godziny).

## Najodleglejszy lot załogowy
- Załoga Apollo 13 – Jim Lovell, Fred Haise i John Swigert, w czasie lotu nad niewidoczną stroną Księżyca, 254 km od jego powierzchni, znajdowali się 400 171 km od Ziemi. Rekord ten został ustanowiony o godzinie 0:21 UTC 15 kwietnia 1970 roku.

## Największa odległość od Ziemi misji nieksiężycowych
- Gemini 11 odpalił silnik rakietowy Agena Target Vehicle 14 września 1966, 40 godzin 30 minut po starcie, i osiągnął apogeum 1374,1 km.

## Najszybsze
- Załoga Apollo 10 – Thomas Stafford, John W. Young i Eugene Cernan osiągnęła największą prędkość z jaką kiedykolwiek podróżował człowiek: 39 896 km/h (11,1 km/s) względem Ziemi.

## Najwięcej lotów
- 7 lotów
  - Franklin Chang-Díaz –  Stany Zjednoczone*
  - Jerry L. Ross –  Stany Zjednoczone

* Urodzony w Kostaryce; posiada honorowe kostarykańskie obywatelstwo
- 6 lotów
  - Curtis Brown –  Stany Zjednoczone
  - Michael Foale –  Wielka Brytania/ Stany Zjednoczone *
  - Siergiej Krikalow –  Rosja
  - Story Musgrave –  Stany Zjednoczone
  - Giennadij Striekałow –  Rosja
  - James Wetherbee –  Stany Zjednoczone
  - John Young –  Stany Zjednoczone

* Podwójne obywatelstwo

## Najwięcejspacerów kosmicznych
- Anatolij Sołowjow, 16 spacerów trwających łącznie 77 godzin 41 minut (co jest także rekordem łącznego czasu trwania spacerów)

## Osiągnięcia w załogowych lotach kosmicznych
| Pierwsze                                                                               | Osoba | Pojazd                                        | Kraj                               | Data                                                            |
| -------------------------------------------------------------------------------------- | --- | --------------------------------------------- | ---------------------------------- | --------------------------------------------------------------- |
| Lot kosmiczny Lot orbitalny                                                            | Jurij Gagarin | Wostok 1                                      | ZSRR                               | 12 kwietnia 1961                                                |
| Lot suborbitalny                                                                       | Alan Shepard | Freedom 7                                     | Stany Zjednoczone                  | 5 maja 1961                                                     |
| Lot trwający dzień                                                                     | Gierman Titow | Wostok 2                                      | ZSRR                               | 6–7 sierpnia 1961                                               |
| Podwójny lot Dwóch ludzi w kosmosie                                                    | Andrijan Nikołajew Pawło Popowicz | Wostok 3 Wostok 4                             | ZSRR                               | 12 sierpnia 1962 – 15 sierpnia 1962                             |
| Kobieta w kosmosie Cywil w kosmosie                                                    | Walentina Tierieszkowa | Wostok 6                                      | ZSRR                               | 16 czerwca 1963 – 19 czerwca 1963                               |
| Lot suborbitalny w pojeździe skrzydłowym                                               | Joe Walker | X-15                                          | Stany Zjednoczone                  | 19 lipca 1963                                                   |
| Osoba dwukrotnie w kosmosie                                                            | Joe Walker | X-15 Loty 90 i 91                             | Stany Zjednoczone                  | 22 sierpnia 1963                                                |
| Trzyosobowy pojazd kosmiczny                                                           | Władimir Komarow Konstantin Fieoktistow Boris Jegorow | Woschod 1                                     | ZSRR                               | 12 października 1964- 13 października 1964                      |
| Dwuosobowy pojazd kosmiczny                                                            | Paweł Bielajew Aleksiej Leonow | Woschod 2                                     | ZSRR                               | 18 marca 1965 – 19 marca 1965                                   |
| Spacer kosmiczny                                                                       | Aleksiej Leonow | Woschod 2                                     | ZSRR                               | 18 marca 1965                                                   |
| Manewry orbitalne (zmiana orbity)                                                      | Virgil Grissom, John W. Young | Gemini 3                                      | Stany Zjednoczone                  | 23 marca 1965                                                   |
| Osoba, która odbyła dwa loty orbitalne                                                 | Gordon Cooper | Faith 7 Gemini 5                              | Stany Zjednoczone                  | 15 maja 1963 – 16 maja 1963 21 sierpnia 1965 – 29 sierpnia 1965 |
| Ludzie, którzy spędzili tydzień w kosmosie                                             | Gordon Cooper Pete Conrad | Gemini 5                                      | Stany Zjednoczone                  | 21 sierpnia 1965 – 29 sierpnia 1965                             |
| Spotkanie na orbicie i wspólny lot dwóch statków obok siebie Czterech ludzi w kosmosie | Frank Borman, James Lovell Walter Schirra, Thomas Stafford | Gemini 7 Gemini 6A                            | Stany Zjednoczone                  | 15 grudnia 1965- 16 grudnia 1965                                |
| Dokowanie w kosmosie                                                                   | Neil Armstrong David Scott | Gemini 8 i Agena                              | Stany Zjednoczone                  | 16 marca 1966                                                   |
| Połączenie z dwoma pojazdami                                                           | John W. Young Michael Collins | Gemini 10 z Ageną 10 i Ageną 8                | Stany Zjednoczone                  | 19 lipca 1966 20 lipca 1966                                     |
| Orbitowanie wokół Księżyca                                                             | Frank Borman James Lovell Bill Anders | Apollo 8                                      | Stany Zjednoczone                  | 24 grudnia 1968 – 25 grudnia 1968                               |
| Dwuosobowy spacer kosmiczny; wymiana załogi na orbicie                                 | Aleksiej Jelisiejew Jewgienij Chrunow | Sojuz 4 Sojuz 5                               | ZSRR                               | 16 stycznia 1969                                                |
| Lądowanie na Księżycu                                                                  | Neil Armstrong Buzz Aldrin | Apollo 11                                     | Stany Zjednoczone                  | 20 lipca 1969                                                   |
| Pięciu ludzi jednocześnie w kosmosie                                                   | Gieorgij Szonin, Walerij Kubasow Anatolij Filipczenko, Władisław Wołkow, Wiktor Gorbatko | Sojuz 6 Sojuz 7                               | ZSRR                               | 12 października 1969 – 13 października 1969                     |
| Potrójny lot kosmiczny Siedmiu ludzi w kosmosie                                        | Szonin, Kubasow Filipczenko, Wołkow, Gorbatko Władimir Szatałow, Aleksiej Jelisiejew | Sojuz 6 Sojuz 7 Sojuz 8                       | ZSRR                               | 13 października 1969 – 16 października 1969                     |
| Ludzie, którzy spędzili dwa tygodnie w kosmosie                                        | Andrijan Nikołajew Witalij Siewastjanow | Sojuz 9                                       | ZSRR                               | 1 czerwca 1970 – 19 czerwca 1970                                |
| Załogowa stacja orbitalna                                                              | Gieorgij Dobrowolski Wiktor Pacajew Władisław Wołkow | Sojuz 11 zadokowany do Salut 1                | ZSRR                               | 7 czerwca 1971 – 29 czerwca 1971                                |
| Śmierć podczas misji kosmicznej                                                        | Władimir Komarow | Sojuz 1                                       | ZSRR                               | 24 kwietnia 1967                                                |
| Śmierć w przestrzeni kosmicznej                                                        | Gieorgij Dobrowolski Wiktor Pacajew Władisław Wołkow | Sojuz 11                                      | ZSRR                               | 29 czerwca 1971                                                 |
| Ludzie na orbicie cztery tygodnie                                                      | Pete Conrad Joseph Kerwin Paul Weitz | Skylab 2                                      | Stany Zjednoczone                  | 25 maja 1973 – 22 czerwca 1973                                  |
| Ludzie na orbicie przez osiem tygodni                                                  | Alan Bean Jack Lousma Owen Garriott | Skylab 3                                      | Stany Zjednoczone                  | 28 lipca 1973 – 25 września 1973                                |
| Ludzie na orbicie przez dwanaście tygodni                                              | Gerald Carr William Pogue Edward Gibson | Skylab 4                                      | Stany Zjednoczone                  | 16 listopada 1974 – 8 lutego 1974                               |
| Załoga odwiedzająca obsadzoną stację kosmiczną                                         | Władimir Dżanibekow, Oleg Makarow | Sojuz 27 odwiedził załogę Salut 6 EO-1        | ZSRR                               | 10 stycznia 1978 – 16 stycznia 1978                             |
| Nieradziecki i nieamerykański obywatel w kosmosie                                      | Vladimír Remek | Sojuz 28                                      | Czechosłowacja                     | 2 marca 1978 – 10 marca 1978                                    |
| Ludzie na orbicie przez 19 tygodni (4 miesiące)                                        | Władimir Kowalonok, Aleksandr Iwanczenkow | Salut 6 EO-2, Sojuz 29-Sojuz 31               | ZSRR                               | 15 czerwca 1978 – 2 listopada 1978                              |
| Ludzie na orbicie przez 26 tygodni (6 miesięcy)                                        | Leonid Popow, Walerij Riumin | Salut 6 EO-4, Sojuz 35-Sojuz 37               | ZSRR                               | 9 kwietnia 1980 – 11 października 1980                          |
| Osoba podróżująca czterema różnymi rodzajami pojazdów kosmicznych                      | John W. Young | STS-1                                         | Stany Zjednoczone                  | 12 kwietnia 1981                                                |
| Czteroosobowy lot kosmiczny w jednym pojeździe                                         | Vance Brand, Robert F. Overmyer Joseph P. Allen, William B. Lenoir | STS-5                                         | Stany Zjednoczone                  | 11 listopada 1982 – 16 listopada 1982                           |
| Pięcioosobowy lot kosmiczny w jednym pojeździe Kobieta-obywatel USA w kosmosie         | Robert L. Crippen, Frederick H. Hauck John M. Fabian, Sally K. Ride, Norman E. Thagard | STS-7                                         | Stany Zjednoczone                  | 18 czerwca 1983 – 24 czerwca 1983                               |
| Sześcioosobowy lot kosmiczny w jednym pojeździe                                        | John W. Young, Brewster H. Shaw Owen K. Garriott, Robert A. Parker, Ulf Merbold , Byron K. Lichtenberg | STS-9                                         | Stany Zjednoczone · RFN            | 28 listopada 1983 – 8 grudnia 1983                              |
| Spacer kosmiczny bez uwięzi                                                            | Bruce McCandless II | STS-41-B                                      | Stany Zjednoczone                  | 7 lutego 1984                                                   |
| Osiem osób w kosmosie bez dokowania                                                    | Oleg At´kow, Vance Brand, Robert L. Gibson, Leonid Kizim, Bruce McCandless II, Ronald McNair, Władimir A. Sołowjow, Robert L. Stewart | Salut 7 EO-3, Sojuz T-10, STS-41-B            | ZSRR · Stany Zjednoczone           | 8 lutego 1984 – 11 lutego 1984                                  |
| Jedenaście osób w kosmosie bez dokowania                                               | Oleg Atkow, Robert L. Crippen, Terry J. Hart, Leonid Kizim, Jurij Małyszew, George Nelson, Francis Scobee, Rakesh Sharma, Władimir A. Sołowjow, Giennadij Striekałow, James van Hoften                                                            | STS-41-C, Salut 7 EO-3, Sojuz T-10-Sojuz T-11 | ZSRR · Stany Zjednoczone           | 6 kwietnia 1984 – 11 kwietnia 1984                              |
| Cztery spacery kosmiczne w ramach jednej misji                                         | Leonid Kizim, Władimir Sołowjow | Salut 7                                       | ZSRR                               | 26 kwietnia 1984 – 18 maja 1984                                 |
| Ludzie w kosmosie przez 33 tygodnie (7 miesięcy)                                       | Leonid Kizim, Władimir Sołowjow, Oleg At´kow | Salut 7 EO-3, Sojuz T-10-Sojuz T-11           | ZSRR                               | 8 lutego 1984 – 2 października 1984                             |
| Siedmioosobowy lot kosmiczny w jednym pojeździe                                        | Robert L. Crippen, Jon A. McBride Kathryn D. Sullivan, Sally K. Ride, David C. Leestma, Marc Garneau , Paul D. Scully-Power | STS-41-G                                      | Stany Zjednoczone · Kanada         | 5 października 1984 – 13 października 1984                      |
| Częściowa wymiana załogi na stacji orbitalnej                                          | Aleksandr Wołkow i Władimir Wasiutin zastąpili Władimira Dżanibekowa | Sojuz T-14, Salut 7                           | ZSRR                               | 17 września 1985 – 26 września 1985                             |
| Ośmioosobowy lot kosmiczny w jednym pojeździe                                          | Henry W. Hartsfield, Steven R. Nagel Bonnie J. Dunbar, James F. Buchli, Guion S. Bluford, Reinhard Furrer , Ernst Messerschmid , Wubbo Ockels | STS-61-A                                      | Stany Zjednoczone · RFN · Holandia | 30 października 1985 – 6 listopada 1985                         |
| Lot pomiędzy dwiema stacjami kosmicznymi                                               | Leonid Kizim Władimir Sołowjow | Sojuz T-15 z Mira na Salut 7                  | ZSRR                               | 5 maja 1986- 6 maja 1986                                        |
| Całkowita wymiana załogi na stacji kosmicznej                                          | Władimir Titow i Musa Manarow zastąpili Jurija Romanienko i Aleksandra Aleksandrowa | Sojuz TM-4-Sojuz TM-2, Sojuz TM-3, na Mira    | ZSRR                               | 21 grudnia 1987 – 29 grudnia 1987                               |
| Ludzie na orbicie przez 52 tygodnie (12 miesięcy)                                      | Władimir Titow, Musa Manarow | Mir EO-3, Sojuz TM-4-Sojuz TM-6               | ZSRR                               | 21 grudnia 1987 – 21 grudnia 1988                               |
| Dwunastu ludzi w kosmosie bez dokowania                                                | Prom: Vance Brand, Samuel Durrance, Guy S. Gardner, Jeffrey A. Hoffman, John M. Lounge, Ronald Parise, Robert A. Parker Sojuz i Sojuz/Mir: Musa Manarow, Wiktor Afanasjew, Toyohiro Akiyama Mir: Giennadij Manakow, Giennadij Striekałow          | STS-35, Mir EO-7, Sojuz TM-10-Sojuz TM-11     | ZSRR · Stany Zjednoczone · Japonia | 2 grudnia 1990 – 10 grudnia 199]                                |
| Trzyosobowy spacer kosmiczny                                                           | Pierre J. Thuot, Richard J. Hieb Thomas D. Akers | STS-49                                        | Stany Zjednoczone                  | 13 maja 1992                                                    |
| Trzynaście osób w kosmosie bez dokowania                                               | Prom: Steve Oswald, William Gregory, John Grunsfeld, Wendy Lawrence, Tammy Jernigan, Sam Durrance, Ron Parise Mir: Aleksandr Wiktorienko, Jelena Kondakowa, Walerij Polakow Sojuz/Mir: Norman E. Thagard, Władimir Dieżurow, Giennadij Striekałow | STS-67, Mir, Sojuz TM-20, Sojuz TM-21         | Stany Zjednoczone · Rosja ·        | 14 marca 1995 – 18 marca 1995                                   |
| Dziesięć osób w jednym pojeździe z dokowaniem                                          | Robert L. Gibson, Charles J. Precourt, Ellen Baker, Bonnie J. Dunbar, Gregory J. Harbaugh, Anatolij Sołowjow, Nikołaj Budarin, Norman E. Thagard, Władimir Dieżurow, Giennadij Striekałow                                                         | STS-71, Mir, Sojuz TM-21                      | Stany Zjednoczone · Rosja          | 29 czerwca 1995 – 4 lipca 1995                                  |
| Osoba siedem razy w kosmosie                                                           | Jerry L. Ross | STS-110                                       | Stany Zjednoczone                  | 19 kwietnia 2002                                                |
| Prywatnie ufundowany pojazd załogowy w kosmosie                                        | Mike Melvill | SpaceShipOne flight 15P                       | Stany Zjednoczone                  | 21 czerwca 2004                                                 |
| Cztery spacery kosmiczne jednej osoby w czasie jednej misji                            | Robert Curbeam | STS-116                                       | Stany Zjednoczone                  | 12 grudnia 2006 – 18 grudnia 2006                               |

## Łączny czas w kosmosie
- Siergiej Krikalow przebywał najdłużej ze wszystkich ludzi w kosmosie: 803 dni, 9 godzin i 39 minut. Na czas ten złożyło się sześć lotów kosmicznych w latach 1988-2005, podczas których przebywał w ramach stałych załóg między innymi na stacjach kosmicznych Mir i ISS. Krikalow nie jest już aktywnym zawodowo astronautą.
- Spośród aktywnych astronautów najdłuższy łączny pobyt w kosmosie ma Aleksandr Kaleri, który w latach 1992-2011 przebywał w Kosmosie przez 769 dni, 6 godzin i 35 minut w trakcie pięciu lotów kosmicznych[1].

## Łącznie załogowe loty kosmiczne według kraju
| Pozycja | Kraj              | Łącznie osobodni |
| ------- | ----------------- | ---------------- |
| 1       | ZSRR/ Rosja       | 17 421,32        |
| 2       | Stany Zjednoczone | 10 036,30*       |
| 3       | Niemcy            | 481,24           |
| 4       | Francja           | 384,67           |
| 5       | Wielka Brytania   | 381,65*          |
| 6       | Kanada            | 121,57           |
| 7       | Japonia           | 102,15           |
| 8       | Włochy            | 71,12            |
| 9       | Szwajcaria        | 42,50            |
| 10      | Belgia            | 19,79            |
| 11      | Hiszpania         | 18,88            |
| 12      | Holandia          | 17,90            |
| 13      | Izrael            | 15,93            |
| 14      | Ukraina           | 15,69            |
| 15      | Bułgaria          | 11,91            |
| 16      | Chiny             | 10,519           |
| 17      | Południowa Afryka | 9,893            |
| 18      | Brazylia          | 9,888            |
| 19      | Syria             | 8,91             |
| 20      | Afganistan        | 8,85             |
| 21      | Czechosłowacja    | 7,93             |
| 22      | Austria           | 7,928            |
| 23      | Kazachstan        | 7,925            |
| 24      | Polska            | 7,919            |
| 25      | Słowacja          | 7,914            |
| 26      | Indie             | 7,903            |
| 27      | Węgry             | 7,865            |
| 28      | Kuba              | 7,863            |
| 29      | Mongolia          | 7,863            |
| 30      | Wietnam           | 7,862            |
| 31      | Rumunia           | 7,862            |
| 32      | Arabia Saudyjska  | 7,069            |
| 33      | Meksyk            | 6,878            |

Stan na 8 kwietnia 2006

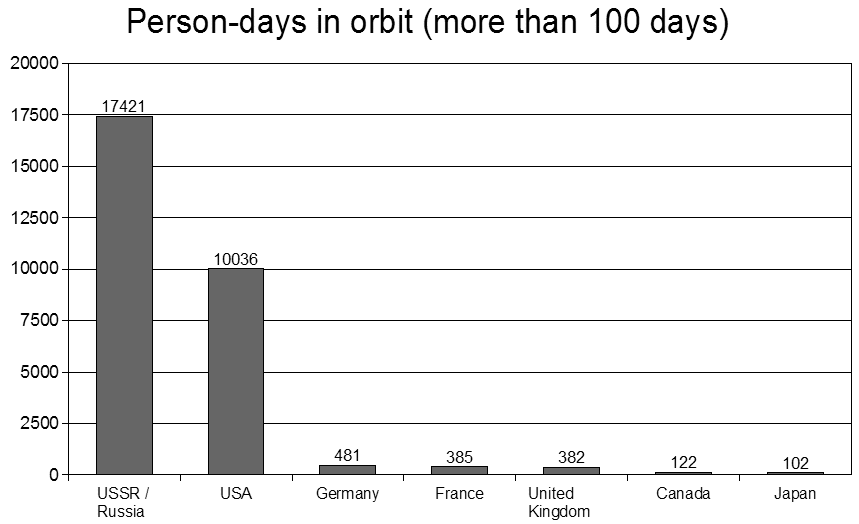

* Michael Foale, posiadający podwójne obywatelstwo, został wliczony do obu krajów.

## Ważniejsze wydarzenia lotów bezzałogowych
| Ciało niebieskie | Pojazd          | Wydarzenie | Kraj                    | Data                 |
| ---------------- | --------------- | --- | ----------------------- | -------------------- |
| Ziemia           | A4/V2           | Pierwszy lot kosmiczny | III Rzesza              | 3 października 1942  |
| Ziemia           | Sputnik 1       | Pierwszy sztuczny satelita na orbicie | ZSRR                    | 4 października 1957  |
| Ziemia           | Vanguard 1      | Najstarszy satelita pozostający na orbicie – z obliczeń wynika, że pozostanie na niej jeszcze 240 lat. Ostatnia transmisja z tego satelity została odebrana w maju 1964 | Stany Zjednoczone       | 17 marca 1958        |
| Księżyc          | Łuna 1          | Pierwszy przelot w pobliżu; odległość – 5995 km | ZSRR                    | 4 stycznia 1959      |
| Księżyc          | Łuna 2          | Pierwsze zderzenie | ZSRR                    | 14 września 1959     |
| Ziemia           | Discoverer 13   | Pierwszy satelita ściągnięty z orbity | Stany Zjednoczone       | 10 sierpnia 1960     |
| Wenus            | Wenera 1        | Pierwszy przelot w pobliżu; odległość – 100 000 km (komunikacja została utracona przed tym wydarzeniem)                                                                 | ZSRR                    | 19 maja 1961         |
| Wenus            | Mariner 2       | Pierwszy przelot w pobliżu z utrzymaną komunikacją; odległość – 34 762 km                                                                                               | Stany Zjednoczone       | 14 grudnia 1962      |
| Mars             | Mariner 4       | Pierwszy przelot w pobliżu; odległość – 9846 km | Stany Zjednoczone       | 14 lipca 1965        |
| Księżyc          | Łuna 9          | Pierwsze miękkie lądowanie | ZSRR                    | 31 stycznia 1966     |
| Wenus            | Wenera 3        | Pierwsze zderzenie | ZSRR                    | 1 marca 1966         |
| Księżyc          | Łuna 10         | Pierwszy orbiter | ZSRR                    | 3 kwietnia 1966      |
| Wenus            | Wenera 7        | Pierwsze miękkie lądowanie | ZSRR                    | 1 sierpnia 1970      |
| Księżyc          | Łuna 16         | Pierwsze automatyczne przesłanie próbek | ZSRR                    | 24 września 1970     |
| Księżyc          | Łuna 17         | Pierwszy automatyczny pojazd wędrujący – Łunochod 1 | ZSRR                    | 17 listopada 1970    |
| Mars             | Mariner 9       | Pierwszy orbiter | Stany Zjednoczone       | 14 listopada 1971    |
| Mars             | Mars 2          | Pierwsze zderzenie | ZSRR                    | 27 listopada 1971    |
| Mars             | Mars 3          | Pierwsze miękkie lądowanie. Sygnał telemetryczny przesyłany przez 20 sekund po lądowaniu.                                                                               | ZSRR                    | 2 grudnia 1971       |
| Jowisz           | Pioneer 10      | Pierwszy przelot w pobliżu; odległość – 130 000 km | Stany Zjednoczone       | 3 grudnia 1973       |
| Merkury          | Mariner 10      | Pierwszy przelot w pobliżu; odległość – 703 km | Stany Zjednoczone       | 29 marca 1974        |
| Wenus            | Wenera 9        | Pierwszy orbiter | ZSRR                    | 22 października 1975 |
| Słońce           | Helios 2        | Największa prędkość pojazdu względem Słońca – 247 510 km/h przy peryhelium 0,29 j.a.                                                                                    | Stany Zjednoczone RFN   | 17 kwietnia 1976     |
| Saturn           | Pioneer 11      | Pierwszy przelot w pobliżu; odległość – 21 000 km | Stany Zjednoczone       | 1 września 1979      |
| Wenus            | Wenera 13       | Pierwsza sonda meteorologiczna na obcej planecie | ZSRR                    | 1 marca 1982         |
| Wenus            | Wega 1          | Pierwszy próbnik w postaci balonu helowego | ZSRR                    | 1 czerwca 1985       |
| Uran             | Voyager 2       | Pierwszy przelot w pobliżu; odległość – 81 500 km | Stany Zjednoczone       | 24 stycznia 1986     |
| Kometa Halleya   | Wega 1          | Pierwszy przelot w pobliżu komety; odległość – 8890 km | ZSRR                    | 6 marca 1986         |
|                  | Pioneer 10      | Pierwszy pojazd poza Układem Słonecznym (według niektórych definicji)                                                                                                   | Stany Zjednoczone       | 13 czerwca 1986      |
| Neptun           | Voyager 2       | Pierwszy przelot w pobliżu; odległość – 40 000 km | Stany Zjednoczone       | 25 sierpnia 1989     |
| (951) Gaspra     | Galileo         | Pierwszy przelot w pobliżu planetoidy; odległość – 1600 km | Stany Zjednoczone       | 29 października 1991 |
| Jowisz           | Galileo (sonda) | Pierwsze zderzenie | Stany Zjednoczone       | 7 grudnia 1995       |
| Jowisz           | Galileo         | Pierwszy orbiter | Stany Zjednoczone       | 7 grudnia 1995       |
| Mars             | Mars Pathfinder | Pierwszy automatyczny pojazd wędrujący – Sojourner | Stany Zjednoczone       | 4 lipca 1997         |
| (433) Eros       | NEAR Shoemaker  | Pierwszy orbiter planetoidy | Stany Zjednoczone       | 14 lutego 2000       |
| (433) Eros       | NEAR Shoemaker  | Pierwsze miękkie lądowanie na planetoidzie | Stany Zjednoczone       | 12 lutego 2001       |
| Saturn           | Orbiter Cassini | Pierwszy orbiter | ESA · Stany Zjednoczone | 1 lipca 2004         |
| Tytan            | Huygens         | Pierwsze miękkie lądowanie | ESA · Stany Zjednoczone | 14 stycznia 2005     |
| Tempel 1         | Deep Impact     | Pierwsze zderzenie z kometą | Stany Zjednoczone       | 4 lipca 2005         |
|                  | Voyager 1       | Największa odległość od Ziemi – 137 au | Stany Zjednoczone       | Stan na styczeń 2017 |
|                  | Voyager 2       | Najdłużej funkcjonująca sonda kosmiczna. Wystrzelona 20 sierpnia 1977 roku, działa do tej pory, czyli ponad 40 lat.                                                     | Stany Zjednoczone       | Stan na rok 2017     |